# 1989 TH1
1989 TH1 är en asteroid i huvudbältet, som upptäcktes den 8 oktober 1989 av den japanske amatörastronomen Atsushi Sugie i Dynic-observatoriet.
Asteroiden har en diameter på ungefär 10 kilometer.